# Umberto Pinardi
Umberto Pinardi (Parma, Reino de Italia; 22 de mayo de 1928 – 21 de junio de 2025) fue un jugador y entrenador de fútbol italiano que jugó en la posición de centrocampista.

## Carrera

### Jugador
| Periodo   | Club             |
| --------- | ---------------- |
| 1947–1949 | ASD Gallaratese  |
| 1949–1952 | Calcio Como 1907 |
| 1952–1954 | Juventus FC      |
| 1954–1956 | Udinese Calcio   |
| 1956–1959 | SS Lazio         |
| 1959–1960 | Udinese Calcio   |
| 1960–1961 | Calcio Como 1907 |

### Entrenador
| Periodo   | Club            |
| --------- | --------------- |
| 1964–1967 | Pisa Calcio     |
| 1968–1969 | US Massese 1919 |
| 1969–1970 | Ternana Calcio  |
| 1970–1971 | US Massese 1919 |
| 1972–1973 | Palermo FC      |
| 1973–1975 | Brescia Calcio  |
| 1975–1976 | SPAL            |
| 1976–1978 | Modena FC       |
| 1980–1981 | Taranto Sport   |
| 1983–1984 | SS Cavese 1919  |

## Logros

### Jugador
- Copa Italia (1): 1958
- Serie B (1): 1955/56

### Entrenador
- Serie C (1): 1964/65